# Bagayo
Bagayo es el segundo álbum de la banda argentina de blues y rock La Mississippi. Fue publicado en 1995 por Del Cielito Records, con distribución de DBN. 
El título del disco proviene del término italiano bagaglio ("equipaje"). Según lo explica la banda en el libreto que acompaña al CD, es una referencia a aquellos "bagayos mal atados que uno lleva donde va, cosas de gente con sangre caliente, de verdad".

## Historia
Después del impulso conseguido con su debut Mbugi, los miembros de La Mississippi se atrevieron a alejarse de la ortodoxia del blues, incursionando en historias verdaderas, cercanas y, principalmente, contadas en español.
Bagayo incluye 12 canciones, de las cuales dos son instrumentales. Como curiosidad, cierra con el poema «Nocturno a mi barrio» de Aníbal Troilo, en el primer acercamiento del grupo con el tango. 
Bagayo fue certificado Disco de Oro y muchas de sus canciones se han convertido en clásicos, y continúan siendo hasta hoy prácticamente ineludibles cada vez que el grupo sube a un escenario. Entre ellas se destacan «Blues del equipaje», «Mala transa», «Por fin te fuiste Mabel» y «Un trago para ver mejor». 

Hay discos que son mágicos, son como ciertos nacimientos de hijos que son mágicos. "Bagayo” fue un disco increíble, que nos dio mucha felicidad, nos dio mucha energía, fue doble disco de oro en tan solo cuatro meses y fue una cosa que nos situó dentro del gran público en Argentina, así que le debemos mucho y seguimos tocando material de ese disco todavía.
Ricardo Tapia

Este álbum fue distinguido por la edición argentina de la revista Rolling Stone como uno de los mejores discos de la década del 90.

## Lista de canciones
| N.º   | Título                                        | Escritor(es)            | Duración |  |
| 1.    | «Blues del equipaje»                          | R. Tapia                | 3:02     |  |
| 2.    | «Matadero»                                    | R. Tapia, G. Ginoi      | 3:20     |  |
| 3.    | «Por fin te fuiste Mabel»                     | G. Ginoi                | 3:48     |  |
| 4.    | «Mala transa»                                 | R. Tapia, G. Ginoi      | 3:04     |  |
| 5.    | «Blues de Juan»                               | R. Tapia, J. J. Hermida | 4:19     |  |
| 6.    | «Hache Roja (Villa del Plata)» (Instrumental) | G. Ginoi                | 2:08     |  |
| 7.    | «Un trago para ver mejor»                     | R. Tapia, G. Ginoi      | 3:00     |  |
| 8.    | «Qué mujer!»                                  | R. Tapia, E. Introcaso  | 2:56     |  |
| 9.    | «Tus amigos»                                  | R. Tapia, G. Ginoi      | 6:16     |  |
| 10.   | «Piso de madera»                              | R. Tapia, Yeyati        | 2:54     |  |
| 11.   | «Zydeco Cha Cha» (Instrumental)               | Clifton Chenier         | 2:16     |  |
| 12.   | «Nocturno a mi barrio» (Poema original)       | Aníbal Troilo           | 2:20     |  |
| 39:37 |                                               |                         |          |  |

## Músicos

#### La Mississippi
- Ricardo Tapia — voz.
- Gustavo Ginoi — guitarras.
- Eduardo Introcaso — saxo alto.
- Zeta Yeyati — saxo tenor.
- Claudio Cannavo — bajos.
- Rubén Vaneskeheian — armónica.
- Juan José Hermida — piano y órgano Hammond.
- Juan Carlos Tordó — batería y percusión.[2]

#### Músicos invitados
- Juan Cruz Urquiza — trompeta en «Blues de Juan» y «Qué mujer!».
- Paul Gauvry — palmas y arenga en «Zydeco Cha Cha».[2]